# Charles Magill Conrad
Charles Magill Conrad (Winchester, 24 dicembre 1804 – New Orleans, 11 febbraio 1878) è stato un politico statunitense.

## Biografia
Fu il ventiduesimo segretario alla Guerra degli Stati Uniti durante la presidenza di Millard Fillmore (13º presidente).
Nato nello stato della Virginia, prima si trasferì con la famiglia in Mississippi e poi nella Louisiana. Studiò a New Orleans. Alla sua morte il corpo venne prima sepolto al Girod Street Cemetery ed in seguito nel 1957 a Hope Mausoleum, New Orleans.